# Первое правительство Ито
Первое правительство Ито (яп. 第1次伊藤内閣 дай-итидзи Ито: найкаку) — правительство Японской империи периода Мэйдзи, действовавшее с 22 декабря 1885 года по 30 апреля 1888 года под председательством Ито Хиробуми. Первый современный японский кабинет министров после упразднения системы правления Дайдзёкан.
Основу первого правительства Ито Хиробуми составляли представители Хамбацу («княжеской фракции») из южных японских княжеств Тёсю, Сацума, Тоса, Сага и Кумамото, одержавших победу в войне Босин. Исключением стал Эномото Такэаки, бывший чиновник и сторонник сёгуната Токугава.
В феврале 1886 года правительство Ито законодательно закрепило правила работы кабинета, определило его организационную структуру и распределило полномочия между министрами. В следующем году, под руководством министра культуры Мори Аринори, была установлена новая четырёхступенчатая школьная система, которая являлась основой довоенной системы образования Японии. Правительство также провело реформирование японской армии по немецкому образцу и флота по британскому.
В 1887 году в правительстве начались дебаты о целесообразности мероприятий Иноуэ Каору, министра иностранных дел по пересмотру неравноправных договоров с иностранными государствами. Методы Иноуэ вызвали критику внутри кабинета как представляющие угрозу национальным интересам. 26 июля 1887 года в знак протеста против политики министра иностранных дел из состава правительства вышел Тани Татэки, министр сельского хозяйства и торговли. Это событие вызвало цепную реакцию общественных протестов представителей бывшего «Движения за свободу и права людей». Иноуэ сообщил иностранным представительствам, что переговоры по пересмотру договоров будут продолжаться и 17 сентября 1887 года, под давлением правительства и общественности, был вынужден покинуть пост министра.
Несмотря на отставку министров, недовольство правительством росло. Ряд общественных организаций основали антиправительственное «Петеционное движение», требовавшее установление свободы слова и уменьшение налогов. В ответ кабинет Ито Хиробуми принял в декабре постановление об обеспечении общественной безопасности, запретил публичные демонстрации и выступления, и смог подавить это движение.
30 апреля 1888 года, в связи с переводом Ито Хиробуми на должность главы Тайного совета, созданного для разработки Конституции Японии, его правительство было распущено. В общей сложности оно проработало 2 года и 130 дней.

## Состав правительства
| Должность                              | Портрет | Имя                                     | Титул, звание                           | Происхождение |
| -------------------------------------- | ------- | --------------------------------------- | --------------------------------------- | ------------- |
| Премьер-министр                        |         | Ито Хиробуми                            | граф (1884)                             | Тёсю          |
| Министр иностранных дел                |         | Иноуэ Каору (до 17 сентября 1887)       | граф (1884)                             | Тёсю          |
| Министр иностранных дел                |         | Ито Хиробуми (и. о.)                    | граф (1884)                             | Тёсю          |
| Министр иностранных дел                |         | Окума Сигэнобу (с 1 февраля 1888)       | граф (1887)                             | Сага          |
| Министр внутренних дел                 |         | Ямагата Аритомо                         | граф (1884), генерал-лейтенант (1872)   | Тёсю          |
| Министр финансов                       |         | Мацуката Масаёси                        | граф (1884)                             | Сацума        |
| Министр армии                          |         | Ояма Ивао                               | граф (1884), генерал-лейтенант (1878)   | Сацума        |
| Министерство флота                     |         | Сайго Цугумити                          | граф (1884), генерал-лейтенант (1874)   | Сацума        |
| Министр юстиции                        |         | Ямада Акиёси                            | граф (1884), генерал-лейтенант (1878)   | Тёсю          |
| Министр культуры                       |         | Мори Аринори                            | —                                       | Сацума        |
| Министр сельского хозяйства и торговли |         | Тани Татэки (до 16 марта 1886)          | виконт (1884), генерал-лейтенант (1878) | Тоса          |
| Министр сельского хозяйства и торговли |         | Сайго Цугумити (и. о. до 10 июля 1886)  | граф (1884), генерал-лейтенант (1874)   | Сацума        |
| Министр сельского хозяйства и торговли |         | Ямагата Аритомо (и. о. до 24 июня 1887) | граф (1884), генерал-лейтенант (1872)   | Тёсю          |
| Министр сельского хозяйства и торговли |         | Хидзиката Хисамото (с 26 июля 1887)     | виконт (1884)                           | Тоса          |
| Министр сельского хозяйства и торговли |         | Курода Киётака (с 17 сентября 1887)     | граф (1884), генерал-лейтенант (1874)   | Сацума        |
| Министр связи                          |         | Эномото Такэаки                         | вице-адмирал (1874)                     | Эдо           |

### Должностные лица вне Кабинета министров
| Должность                                  | Портрет | Имя                             | Титул, звание        | Происхождение |
| ------------------------------------------ | ------- | ------------------------------- | -------------------- | ------------- |
| Главный секретарь Кабинета министров       |         | Танака Мицуаки                  | генерал-майор (1881) | Тоса          |
| Генеральный директор Законодательного бюро |         | Ямао Ёдзо (с 23 декабря 1885)   | —                    | Тёсю          |
| Генеральный директор Законодательного бюро |         | Иноуэ Коваси (с 7 февраля 1888) | —                    | Кумамото      |